# Pterolophia serrata
Pterolophia serrata là một loài bọ cánh cứng trong họ Cerambycidae.